# Història de la música occidental
El concepte d'història de la música occidental està estretament lligat al de l'anomenada música clàssica occidental. La història de la música produïda als països occidentals se sol classificar en diferents corrents estilístics que se succeeixen en el temps.

## Música europea fins alseglexx
- Música de l'antiguitat (fins a mitjan segle vi)
- Música medieval (mitjan segle vi a finals del segle xiv)
- Música del Renaixement (segle xv a finals segle xvi)
- Manierisme (segona meitat segle xvi)
- Música barroca (segle xvii i primera meitat del xviii)
- Classicisme (segona meitat del segle xviii)
- Romanticisme musical (primer i segon terç del xix)
- Música neoclàssica (finals del segle xix a principis del segle xx
- Música neoromàntica (finals del segle xix a principis del segle xx
- Música nacionalista (segona meitat segle xix a segona meitat segle xx)
- Música impressionista (finals del segle xix a primer terç del segle xx)
- Música dodecafònica, Música serial o Música expressionista (principis del segle xx)
- Música serial post-dodecafònica (mitjan segle xx)
- Música oberta (mitjan segle xx)
- Música aleatòria (mitjan segle xx)
- Música concreta (mitjan segle xx)
- Música electrònica (mitjan segle xx)
- Música contemporània (segle xx en endavant)

## Innovacions delseglexxen lamúsica popular
- Blues
- Jazz
- Rock and roll
- Rhythm and blues
- Soul
- Pop
- Funk
- Tecno
- Música electrònica
- New age
- Rap
- Hip-hop
- Punk
- Chill out
- Gòspel